# 하겐
하겐(독일어: Hagen)은 독일 서부 노르트라인베스트팔렌주에 있는 도시이다. 인구 193,045(2008).
루르 지방의 동부에 위치하며, 루르강의 지류 연안에 있다. 북쪽은 도르트문트에 접한다. 본래 농촌지역이었으나, 17세기 이후 철광석 산출로 관련 공업이 발달하면서 발전하였다. 1701년 프로이센 왕국으로 넘어왔으며, 1815년 프로이센의 베스트팔렌 주에 속하게 되었다. 19세기에 루르 지방의 철강 공업의 한 중심지로 성장하였다.